# Sergio Burgani
Sergio Burgani (São Bernardo do Campo, 21 de outubro 1960) é um músico brasileiro e instrumentista especializado em clarinete.
Bacharel em Música pela Faculdade de Música Carlos Gomes (1986) e Mestre pela Universidade Federal da Bahia (2017), suas principais atividades profissionais são como clarinetista em orquestras e grupos de música de câmara. Atualmente é professor da Universidade Estadual Paulista Júlio de Mesquita Filho e integrante da Orquestra Sinfônica do Estado de São Paulo (primeiro clarinete-solo). Sócio proprietário da fabrica de clarinetes Devon & Burgani, onde desenvolve projetos de fabricação de novos instrumentos musicas em madeira. Trabalhou como assessor do programa Guri Santa Marcelina desempenhando as funções de autor do método para clarineta, monitoria nos cursos de capacitação e fazendo parte do juri nos concursos de admissão de novos funcionários da instituição.

## História
Começou seus estudos na Escola Municipal de Música de São Paulo, bacharelou-se na Faculdade de Música Carlos Gomes, também de São Paulo e fez estudos de aperfeiçoamento na França (com Guy Deplus) e na Itália (com Francesco Belli). Iniciou sua carreira como músico de orquestra aos 18 anos na Orquestra Sinfônica Municipal de São Paulo, entre 1978 e 1987.
Primeiro-clarinetista na Orquestra Sinfônica do Estado de São Paulo e professor do Instituto de Artes da Universidade Estadual Paulista, é presença constante em importantes Festivais de Música como a Oficina de Música de Curitiba eo  Festival de Inverno de Campos do Jordão. Destacou-se no Ciclo Brahms, ao lado de Antônio Meneses, Gilberto Tinetti, José Feghali, Paulo Ghori e do Quinteto de Cordas Bela Bartók, executando grande parte do repertório de câmara para clarinete. Como instrumentista, participou da gravação de mais de 20 álbuns de diversos artistas.
Foi laureado em importantes concursos, destacando-se o Jovens Solistas de Piracicaba (SP), o Jovens Intérpretes da Música Brasileira (RJ), o Sul América - Jovens Concertistas Brasileiros I e II (RJ), o II Prêmio Eldorado de Música (SP) e o I Concurso Jovens Solistas EPTV-MG.
Desde 1994, Burgani trabalha paralelamente com Luis Afonso Montanha, Luca Raele, Nivaldo Orsi e Edmilson Nery no Sujeito a Guincho, um grupo de clarinetistas de vanguarda que interpreta música erudita contemporânea, jazz, choro e MPB, em composições próprias e arranjos inovadores. O primeiro CD do grupo (gravadora Eldorado, 1995) recebeu o Prêmio Eldorado de Música em 1995 e o Prêmio Sharp de Música para melhor álbum de grupo instrumental em 1996. Em 2001, o grupo lançou seu segundo CD, "Die Klarinetmaschine", pela YBrasil.
Nos últimos anos, Burgani também desenvolve um trabalho em duo com o pianista Luiz Senise, tendo-se apresentado em várias cidades brasileiras, com referências elogiosas por parte da crítica especializada.